# Veslanje na Poletnih olimpijskih igrah 1988
Veslanje na Poletnih olimpijskih igrah 1988 v Seulu je obsegalo 14 disciplin. Moški so nastopali v osmih, ženske pa v šestih. Tekme so se idvijale na reki Han v Južni Koreji.

## Pregled medalj
| Disciplina                  | Zlato | Srebro | Bron |
| Moški enojec                | Thomas Lange | Peter-Michael Kolbe | Eric Verdonk |
| Moški dvojni dvojec         | Nizozemska Nico Rienks Ronald Florijn | Švica Beat Schwerzmann Ueli Bodenmann | Sovjetska zveza Aleksandr Marčenko Vasili Jakuša |
| Moški dvojni četverec       | Italija Agostino Abbagnale Davide Tizzano Gianluca Farina Piero Poli | Norveška Alf Hansen Rolf Thorsen Lars Bjønness Vetle Vinje | Nemška demokratična republika Jens Köppen Steffen Zühlke Steffen Bogs Heiko Habermann                                                                                        |
| Moški dvojec brez krmarja   | Združeno kraljestvo Andy Holmes Steve Redgrave | Romunija Dănuţ Dobre Dragoş Neagu | Jugoslavija Sadik Mujkič Bojan Prešeren |
| Moški dvojec s krmarjem     | Italija Giuseppe di Capua (cox) Carmine Abbagnale Giuseppe Abbagnale | Nemška demokratična republika Mario Streit Detlef Kirchhoff René Rensch                                                                                         | Združeno kraljestvo Patrick Sweeney (krmar) Andy Holmes Steve Redgrave |
| Moški četverec brez krmarja | Nemška demokratična republika Roland Schröder Ralf Brudel Olaf Förster Thomas Greiner                                                                                   | ZDA · Raoul Rodriguez · Thomas Bohrer · Richard Kennelly · David Krmpotich                                                                                      | Zvezna republika Nemčija Guido Grabow Volker Grabow Norbert Keßlau Joerg Puttlitz                                                                                            |
| Moški četverec s krmarjem   | Nemška demokratična republika Bernd Niesecke Hendrik Reiher Karsten Schmelling Bernd Eichwurzel Frank Klawonn                                                           | Romunija Dimitrie Popescu Ioan Snep Vasile Tomoiagă Ladislav Lovrenski Valentin Robu                                                                            | Nova Zelandija Chris White Ian Wright Andrew Bird Greg Johnston George Keyes                                                                                                 |
| Moški osmerec               | Zvezna republika Nemčija Bahne Rabe Eckhardt Schultz Ansgar Wessling Wolfgang Maennig Matthias Mellinghaus Thomas Möllenkamp Thomas Domian Armin Eichholz Manfred Klein | Sovjetska zveza Viktor Omeljanovič Vasili Tihonov Andrej Vasiljev Pavel Gurkovski Nikolaj Kumarov Aleksandr Lukvanov Veniamin But Viktor Diduk Aleksandr Dumčev | ZDA · Michael F. Teti · Jonathan S. Smith · Edward B. Patton · John D. Rusher · Peter Nordell · Jeffrey McLaughlin · W. Douglas Burden · John Pescatore · Seth D Bauer (cox) |
| Ženski enojec               | Jutta Behrendt | Anne Marden | Magdalena Georgieva |
| Ženski dvojni dvojec        | Nemška demokratična republika Birgit Peter Martina Schroeter | Romunija Elisabeta Lipă Veronica Cogeanu | Bolgarija Stefka Madina Violeta Ninova |
| Ženski dvojec brez krmarke  | Romunija Olga Homeghi Rodica Arba | Bolgarija Radka Stojanova Lalka Berberova | Nova Zelandija Nicola Payne Lynley Hannen |
| Ženski dvojni četverec      | Nemška demokratična republika Kerstin Foerster Kristina Mundt Beate Schramm Jana Sorgers                                                                                | Sovjetska zveza Irina Kalimbet Svetlana Mazji Inna Frolova Antonina Dumčeva                                                                                     | Romunija Anişoara Bălan Anişoara Minea Veronica Cogeanu Elisabeta Lipă |
| Ženski četverec s krmarko   | Nemška demokratična republika Martina Walther Gerlinda Dobershuetz Carola Hornig Birte Siech Sylvia Rose                                                                | Ljudska republika Kitajska Zhang Xianghua Hu Yadong Yang Xiao Zhou Shouying Li Ronghua                                                                          | Romunija Mariorara Trasca Veronica Necula Herta Anitas Doina Lilian Balan Ecatarina Dancia                                                                                   |
| Ženski osmerec              | Nemška demokratična republika Annegret Strauch Judith Ziedler Kathrin Haacker Ute Wild Anja Kluge Betrix Schroer Ramona Balthasar Uta Stange Daniela Meunast            | Romunija Doina Lilian Snep-Balan Veronica Necula Herta Anitas Mariorara Trasca Adriana Bazon Mihaela Armasescu Rodica Arba Olga Homeghi Ecatarina Dancia        | Ljudska republika Kitajska Zhou Xiuhua Zhang Yali He Yanwen Han Yaqin Zhang Xianghua Zhou Shouying Yang Xiao Hu Yadong Li Ronghua                                            |

## Medalje
| Mesto | Država                        | Zlato | Srebro | Bron | Skupaj |
| 1     | Nemška demokratična republika | 8     | 1      | 1    | 10     |
| 2     | Italija                       | 2     | 0      | 0    | 2      |
| 3     | Romunija                      | 1     | 4      | 2    | 7      |
| 4     | Zvezna republika Nemčija      | 1     | 1      | 1    | 3      |
| 5     | Združeno kraljestvo           | 1     | 0      | 1    | 2      |
| 6     | Nizozemska                    | 1     | 0      | 0    | 1      |
| 7     | ZDA                           | 0     | 2      | 1    | 3      |
| 7     | Sovjetska zveza               | 0     | 2      | 1    | 3      |
| 9     | Bolgarija                     | 0     | 1      | 2    | 3      |
| 10    | Ljudska republika Kitajska    | 0     | 1      | 1    | 2      |
| 11    | Norveška                      | 0     | 1      | 0    | 1      |
| 11    | Švica                         | 0     | 1      | 0    | 1      |
| 13    | Nova Zelandija                | 0     | 0      | 3    | 3      |
| 14    | Jugoslavija                   | 0     | 0      | 1    | 1      |